# Copa Centroamericana de Fútbol Playa 2016
La II Copa Centroamericana de Fútbol Playa fue la segunda edición de este evento y se desarrolló entre el 4 y el 6 de agosto de 2016 en el estadio de fútbol playa ubicado en el centro recreativo de la Costa del Sol en el departamento de La Paz, El Salvador. El torneo contó con la aprobación de la  Unión Centroamericana de Fútbol (UNCAF). La Selección de fútbol playa de El Salvador se proclamó campeona de esta segunda edición, repitiendo el gane de hace dos años.

## Participantes
Participaron un total de 4 equipos.
En cursiva, los países debutantes.
| Equipos participantes | Equipos participantes | Equipos participantes | Equipos participantes |
| --------------------- | --------------------- | --------------------- | --------------------- |
| Costa Rica            | El Salvador           | Guatemala             | Panamá                |

## Calendario y resultados
| Equipo      | Pts | PJ | PG | PG+ | PG | GF | GC | Dif |
| ----------- | --- | -- | -- | --- | -- | -- | -- | --- |
| El Salvador | 9   | 3  | 3  | 0   | 0  | 20 | 14 | +6  |
| Costa Rica  | 6   | 3  | 2  | 0   | 1  | 21 | 15 | +6  |
| Panamá      | 3   | 3  | 1  | 0   | 2  | 19 | 26 | -7  |
| Guatemala   | 0   | 3  | 0  | 0   | 3  | 8  | 13 | -5  |

| 4 de agosto de 2016, 15:00 | Costa Rica | 5:2 | Guatemala | Estadio de fútbol playa (Costa del Sol), La Paz, El Salvador |  |

| 4 de agosto de 2016, 16:15 | El Salvador | 11:7 | Panamá | Estadio de fútbol playa (Costa del Sol), La Paz, El Salvador |  |

| 5 de agosto de 2016, 15:00 | Panamá | 8:12 | Costa Rica | Estadio de fútbol playa (Costa del Sol), La Paz, El Salvador |  |

| 5 de agosto de 2016, 16:15 | El Salvador | 4:3 | Guatemala | Estadio de fútbol playa (Costa del Sol), La Paz, El Salvador |  |

| 6 de agosto de 2016, 15:00 | Panamá | 4:3 | Guatemala | Estadio de fútbol playa (Costa del Sol), La Paz, El Salvador |  |

| 6 de agosto de 2016, 16:15 | El Salvador | 5:4 | Costa Rica | Estadio de fútbol playa (Costa del Sol), La Paz, El Salvador |  |

|                                    |
| Campeón El Salvador Segundo título |